# Gregor Wilhelm Nitzsch

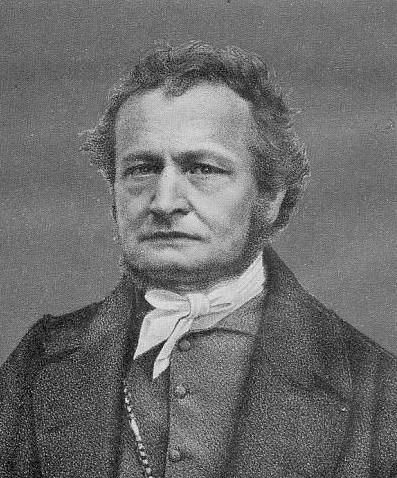
Gregor Wilhelm Nitzsch.

Gregor Wilhelm Nitzsch, född den 22 november 1790, död den 22 juli 1861, var en tysk filolog, son till Karl Ludwig Nitzsch, bror till Christian Ludwig och Karl Immanuel Nitzsch, far till Karl Wilhelm Nitzsch. 
Nitzsch blev 1827 professor i klassisk litteratur i Kiel och 1834 tillika e.o. medlem av slesvig-holsteinska regeringen i Gottorp med överinseende över
de lärda skolorna. Hans tyska sympatier gjorde dock, att han 1852 till och med avsattes från sin professur. Samma år kallades han till professor i fornkunskap i Leipzig efter den avsatte Otto Jahn. 
Han är bekant genom Erklärende anmerkungen zu Homers Odyssee (3 band, 1826-40, behandlande de tolv första rapsodierna) och andra arbeten över de homeriska sångerna. I den så kallade homeriska frågan fasthöll han envist den gamla uppfattningen av dessa diktverk som en enhet. 